# Ricardo Carrero
Ricardo Carrero Gómez (Madrid, España, 10 de septiembre de 1971) es un exfutbolista español que se desempeñaba como defensa.

## Clubes
| Club              | País   | Año        |
| ----------------- | ------ | ---------- |
| C. D. Badajoz     | España | 1993-1994  |
| U. E. Lleida      | España | 1995-1996  |
| Écija Balompié    | España | 1996-1997  |
| Real Murcia C. F. | España | 1997-2004  |
| Écija Balompié    | España | 2004 -2007 |